# حارة المحل (زنجبار)

تعديل مصدري - تعديل

المحل هي إحدى حارات حي الطميسي بمدينة زنجبار التابعة لمحافظة أبين، بلغ تعداد سكانها 768 نسمة حسب تعداد اليمن لعام 2004.